# Assassinat d'Olof Palme

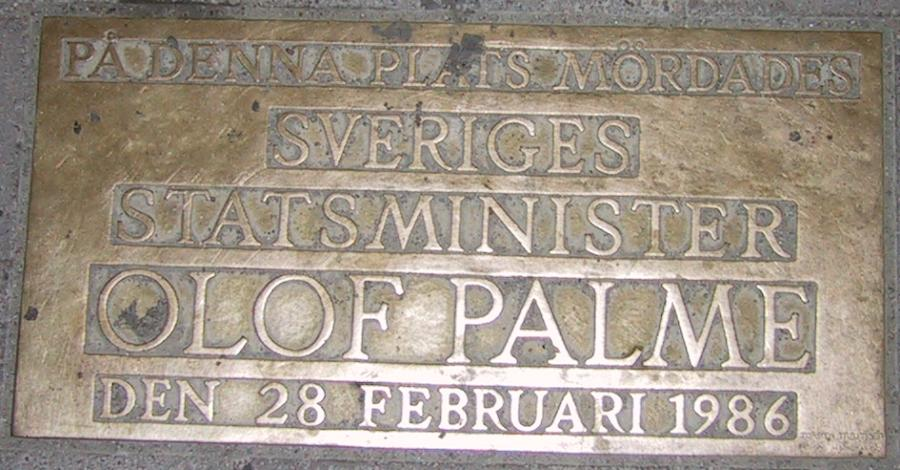
Placa commemorativa al lloc de l'assassinat.

L'assassinat d'Olof Palme, Primer Ministre de Suècia entre 1969-1976 i 1982-1986, va tenir lloc el divendres 28 de febrer de 1986 a Estocolm, Suècia, a les 23:21 CET (22:21 UTC. Palme va ser ferit de mort per diversos trets mentre caminava cap a casa amb la seva dona, Lisbet Palme, en sortir d'un cinema, al carrer central d'Estocolm, Sveavägen. En aquell moment, la parella no portava guardaespatlles.
Dos anys després del magnicidi, Christer Pettersson, un drogoaddicte i delinqüent poc perillós, va ser detingut, jutjat i condemnat per l'assassinat de Palme. No obstant això, la condemna de Petterson va ser anul·lada després en una apel·lació al tribunal suprem i un gran nombre de teories alternatives de qui va matar Palme han estat proposades des de llavors.
El 2007, es va descobrir que Pettersson, qui havia mort el 2004, havia confessat l'assassinat a la seva xicota el 1986 mitjançant correspondència.
El 10 de juny de 2020, el fiscal en cap de la investigació, Krister Petersson, va anunciar la seva conclusió, segons la qual, Stig Engström, també conegut com l'"home d'Skandia", era el sospitós més probable. Tot i això, com que Engström ja havia mort, havent comès suïcidi el 2000, i cap mesura d'investigació o judicial era ja possible, la investigació es va tancar oficialment.

## Nit de l'assassinat
Tot i la ser el primer ministre suec, Olof Palme cercava dur una vida normal, motiu pel qual sovint no duïa guardaespatlles. De fet, la nit del seu assassinat no estava vigilat.
Mentre caminava cap a casa des del Grand Cinema amb la seva dona, Lisbet Palme, la parella va ser atacada per un pistoler al carrer central d'Estocolm, Sveavägen, a prop de la mitjanit del 28 de febrer de 1986. Palme va ser ferit de mort a l'esquena quan eren les 23:21 CET. Un segon tret va ferir la seva dona.
La policia va dir que un taxista havia usat el seu ràdio mòbil per donar la veu de l'alarma. Dues noies assegudes en un cotxe a prop de l'escenari del tiroteig van intentar ajudar el primer ministre, qui va ser traslladat a l'hospital, on va arribar ja difunt (a les 00:06 CET de l'1 de març de 1986). L'agressor va fugir a l'Est d'Estocolm a través del Tunnelgatan i va desaparèixer.
El vice primer ministre Ingvar Carlsson va assumir immediatament les responsabilitats de primer ministre i esdevingué també el nou líder del Partit Socialdemòcrata.

## Ordre d'esdeveniments

### Decisió per anar al cinema
La decisió de Palme per visitar el Grand Cinema va ser feta amb poca antelació. A la tarda, mentre treballava, Lisbet Palme havia parlat d'anar al cinema, i va cridar al seu fill, Mårten Palme, a les 5 per parlar de la pel·lícula al Grand Cinema. Olof Palme no va sentir res dels plans fins que arribà a casa a dos quarts de set, quan es va reunir amb la seva dona. En aquell moment, Palme ja havia rebutjat la protecció del servei de seguretat. Va parlar per telèfon amb el seu fill sobre els plans i, eventualment, ell i Lisbet van decidir reunir-se amb Mårten i la seva dona, que ja havien comprat entrades per a tots plegats. Aquesta decisió va ser feta aproximadament a les 8 del vespre. Després de l'assassinat, la policia va registrar el pis de Palme, a més dels llocs de treball de Lisbet i Mårten, a la recerca de dispositius de vigilància ocults, però no en van trobar cap.

### Gran Cinema

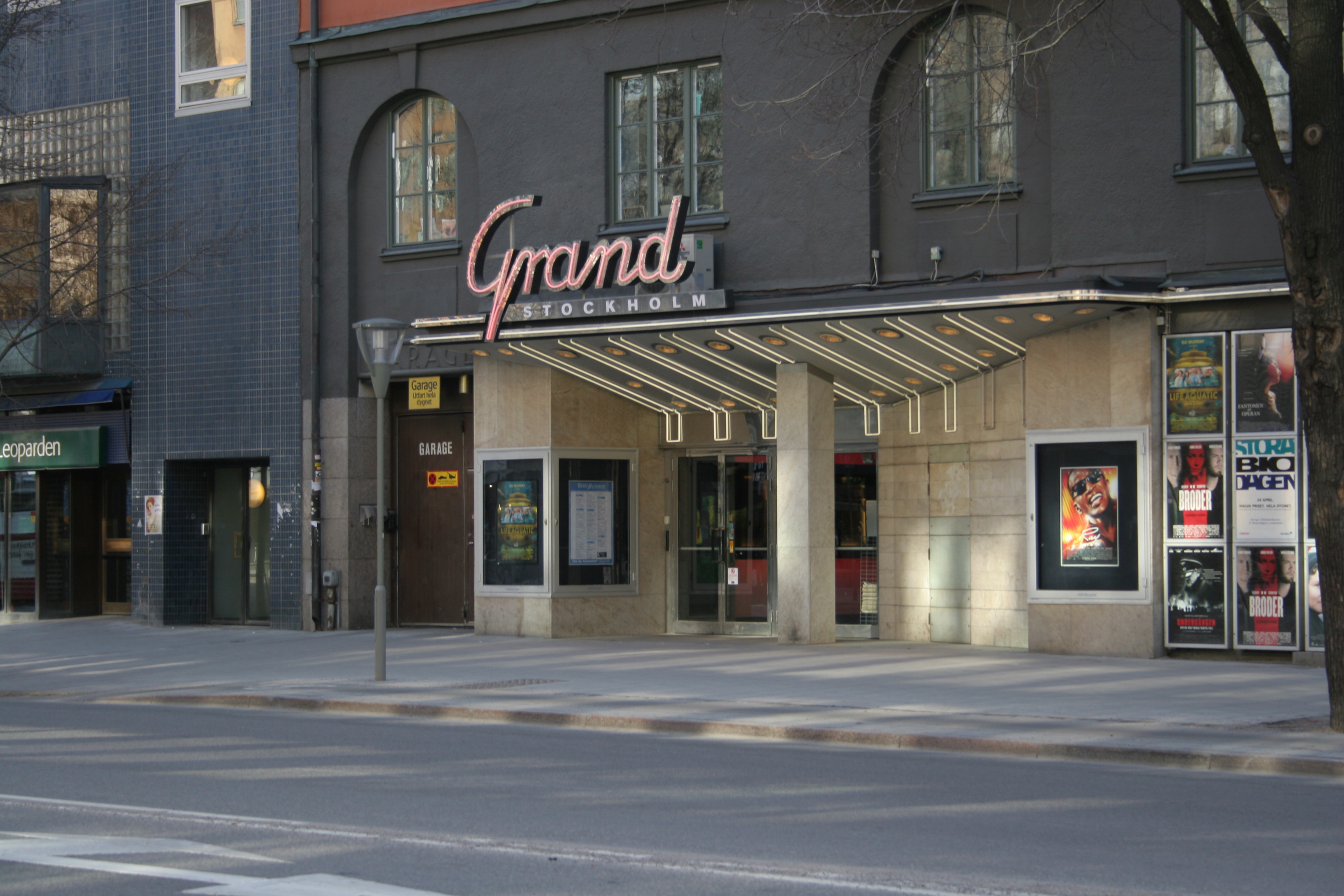
El cinema "Grand", situat a l'avinguda Sveavägen a Estocolm.

A dos quarts de nou, la parella Palme va sortir del seu apartament, sense protecció, en direcció a l'estació de metro de Gamla Stan. Diverses persones van presenciar el seu camí breu a l'estació i, segons la investigació de la policia, van notar que hi mancaven els guardaespatlles. La parella va agafar el metro a l'estació Rådmansgatan, des d'on van caminar fins al Grand Cinema. Es van trobar amb el seu fill i la seva dona fora del cinema a les 9. Olof Palme encara no havia comprat entrades i gairebé totes havien estat venudes. No obstant això, en reconèixer-lo, el taquiller va voler que la família Palme s'assegués en les millors butaques, i llavors va vendre a Palme les del director del cinema.

### L'assassinat
Després de veure la pel·lícula, la família Palme es va quedar fora del cinema durant uns moments. Però es van separar a un quart de dotze. Olof i Lisbet Palme van anar en direcció sud, a la banda oest de Sveavägen, cap a l'estació de metro de Rådmansgatan. En arribar a Adolf Fredriks kyrka ("L'església d'Adolf Federic"), van creuar Sveavägen i van continuar caminant pel costat oposat. Van parar durant un moment per mirar alguna cosa a una botiga abans de caminar cap a l'entrada de l'estació de metro. A les 11:21 hores, a poca distància de l'entrada de l'estació, un home va aparèixer, li va engegar un tret a Palme a boca de canó i va dirigir una altra bala cap a la senyora Palme. Tot seguit, l'agressor va sortir corrent pel carrer de Tunnelgatan, va pujar les escales a Malmskillnadsgatan i va continuar cap al carrer David Bagar, on va ser vist per darrer cop.

## Teories de l'assassinat

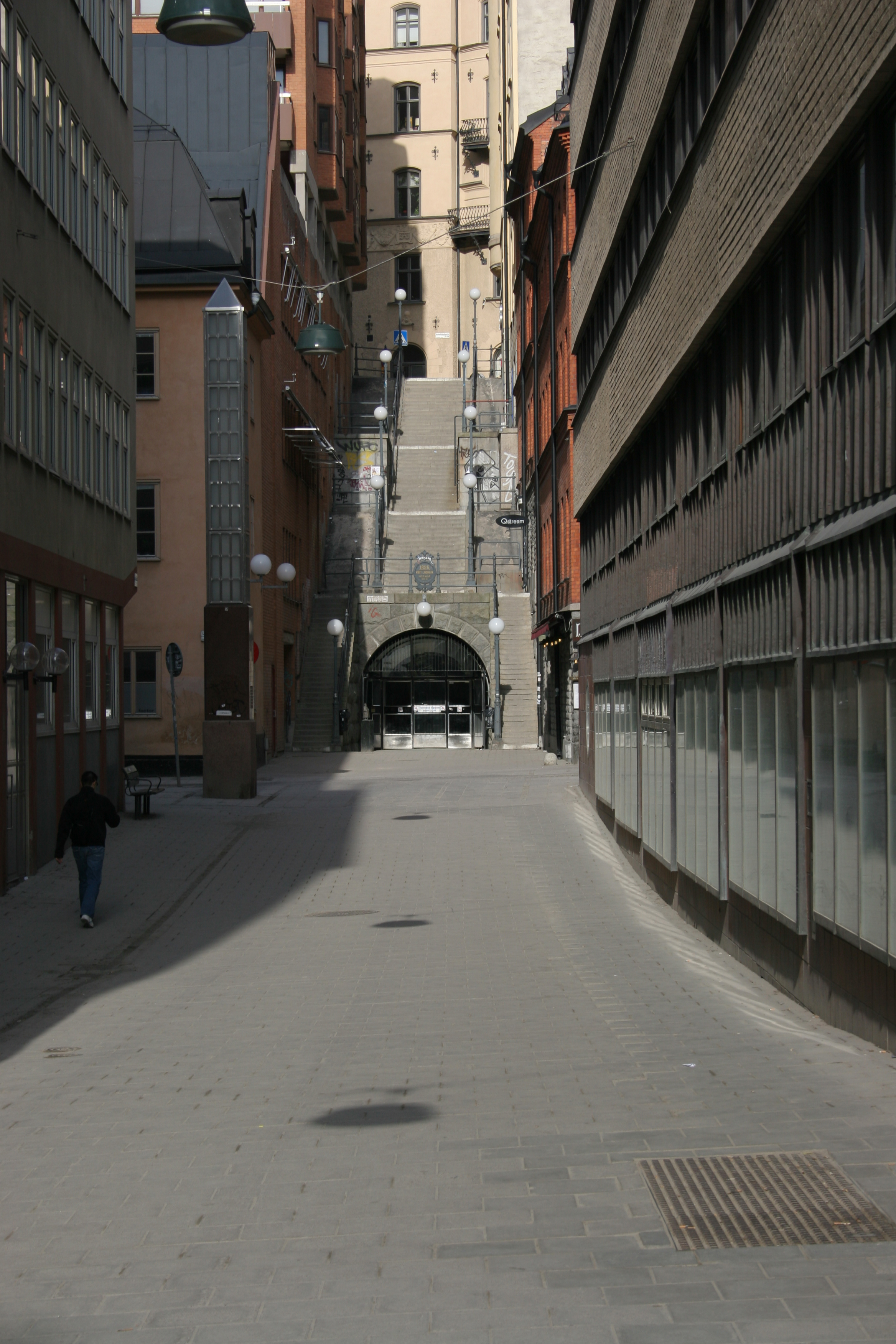
El Tunnelgatan, ruta per on va escapar l'assassí.

L'assassinat de Palme no s'ha resolt, però han sorgit teories alternatives envoltant l'assassinat.
Algunes teories assenyalen que els autors de l'assassinat van poder ser els serveis secrets de la República de Sud-àfrica, ja que aleshores Palme era un decidit lluitador contra l'apartheid al que estava sotmesa la població negra del país africà. Altres apunten que va poder ser la CIA o els serveis secrets anglesos, pel fet que el president suec es va destacar per lluitar contra el neoliberalisme (en aquells dies en enlairament) que estaven executant Ronald Reagan i Margaret Thatcher. També es relacionen algunes dictadures sud-americanes. Tot i això, l'autoria de l'assassinat continua sent un enigma.

## Costos
- La investigació ha costat 350 milions de corones sueques, el mateix que 38 milions d'euros i 45 milions de dòlars des del 25 de febrer de 2006.
- El nombre total de pàgines acumulades durant la investigació arriben a les 700.000.
- La recompensa per resoldre l'assassinat és de 50 milions de corones sueques.[cal citació]